# Staci Thorn

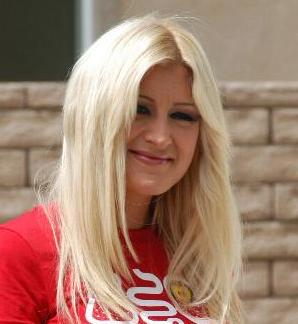
Staci Thorn (2007)

Staci Thorn (* 15. Dezember 1983 in Alabama, eigentlich Lacie Thornton) ist eine US-amerikanische Pornodarstellerin und Schauspielerin.

## Karriere
Staci Thorn begann ihre Karriere 2004. Seitdem hat sie laut IAFD in über 261 Filmen mitgespielt. Im Jahr 2005 konnte sie den AVN Award in der Kategorie Best Group Sex Scene, Video gewinnen. Sie spielte in den erotischen Filmen Naked Surrender eine Neben- und in Sexual Heat eine Hauptrolle.

## Filmografie (Auswahl)
- 2004: Orgy World 7
- 2005: Worship This Bitch: Staci Thorn Edition
- 2005: Big Night Sticks, Little White Chicks
- 2006: Black & White Done Right 2
- 2006: Naked Surrender (Thriller / Drama)
- 2007: Double Violation
- 2007: Sexual Heat (Drama)
- 2008: Cry Wolf
- 2008: Anal Sex 4 Dummys

## Auszeichnungen & Nominierungen
- 2005: AVN Award – Preis in der Kategorie: Best Group Sex Scene, Video - Orgy World 7